# Esclavolles-Lurey
Esclavolles-Lurey és un municipi francès, situat al departament del Marne i a la regió del Gran Est. L'any 2007 tenia 509 habitants.

## Demografia

### Població
El 2007 la població de fet d'Esclavolles-Lurey era de 509 persones. Hi havia 194 famílies, de les quals 42 eren unipersonals (27 homes vivint sols i 15 dones vivint soles), 76 parelles sense fills i 76 parelles amb fills.
La població ha evolucionat segons el següent gràfic:
Habitants censats

### Habitatges
El 2007 hi havia 243 habitatges, 195 eren l'habitatge principal de la família, 33 eren segones residències i 14 estaven desocupats. 239 eren cases i 4 eren apartaments. Dels 195 habitatges principals, 168 estaven ocupats pels seus propietaris, 26 estaven llogats i ocupats pels llogaters i 2 estaven cedits a títol gratuït; 2 tenien dues cambres, 30 en tenien tres, 52 en tenien quatre i 110 en tenien cinc o més. 175 habitatges disposaven pel capbaix d'una plaça de pàrquing. A 69 habitatges hi havia un automòbil i a 115 n'hi havia dos o més.

### Piràmide de població
La piràmide de població per edats i sexe el 2009 era:
| Homes | Edats   | Dones |
| ----- | ------- | ----- |
| 0     | 95 o +  | 0     |
| 8     | 90 a 94 | 8     |
| 4     | 85 a 89 | 0     |
| 4     | 80 a 84 | 12    |
| 8     | 75 a 79 | 16    |
| 4     | 70 a 74 | 12    |
| 8     | 65 a 69 | 8     |
| 8     | 60 a 64 | 8     |
| 8     | 55 a 59 | 20    |
| 16    | 50 a 54 | 8     |
| 44    | 45 a 49 | 20    |
| 40    | 40 a 44 | 28    |
| 16    | 35 a 39 | 32    |
| 4     | 30 a 34 | 12    |
| 12    | 25 a 29 | 8     |
| 8     | 20 a 24 | 8     |
| 40    | 15 a 19 | 20    |
| 32    | 10 a 14 | 32    |
| 28    | 5 a 9   | 16    |
| 0     | 0 a 4   | 16    |

## Economia
El 2007 la població en edat de treballar era de 353 persones, 260 eren actives i 93 eren inactives. De les 260 persones actives 244 estaven ocupades (127 homes i 117 dones) i 17 estaven aturades (9 homes i 8 dones). De les 93 persones inactives 36 estaven jubilades, 30 estaven estudiant i 27 estaven classificades com a «altres inactius».

### Ingressos
El 2009 a Esclavolles-Lurey hi havia 219 unitats fiscals que integraven 564 persones, la mediana anual d'ingressos fiscals per persona era de 19.823 €.

### Activitats econòmiques
Dels 16 establiments que hi havia el 2007, 5 eren d'empreses de construcció, 4 d'empreses de comerç i reparació d'automòbils, 1 d'una empresa d'informació i comunicació, 2 d'empreses financeres, 3 d'empreses de serveis i 1 d'una empresa classificada com a «altres activitats de serveis».
Dels 7 establiments de servei als particulars que hi havia el 2009, 1 era un taller de reparació d'automòbils i de material agrícola, 3 paletes, 1 fusteria, 1 lampisteria i 1 electricista.
L'any 2000 a Esclavolles-Lurey hi havia 10 explotacions agrícoles que ocupaven un total de 610 hectàrees.

## Poblacions més properes
El següent diagrama mostra les poblacions més properes.